# 町田久政
町田久政（?—1598年12月16日），日本戰國時代至安土桃山時代的武將。薩摩國島津氏家臣。別名忠顯。父親是町田久德。

## 生平
生年不詳，家中三男。哥哥久倍擔任島津家的老中，但是另一方面又被任命為大口（現今鹿兒島縣伊佐市）的地頭，因為要執行老中的職責而不能移住至大口，於是代替久倍成為地頭代，並居住到大口。
在文祿慶長之役中，身穿萌黄縅的大兜，率領大口的士兵參戰。慶長3年（1598年），在泗川之戰中立下戰功，不過在11月的露梁海戰中戰死。法名劍叟紹鐵居士。被葬在鹿兒島的福昌寺。